# 富田安紀子
富田 安紀子（とみた あきこ、12月18日 - ）は日本の女性漫画家。富田 安紀良（とみた あきら）名義でも活動しており、以前は富沢 佑（とみさわ ゆう）やYûのペンネームも使用していた。また、小説やウェブ上ではA/Tという名義で活動している。夫は漫画家の高岩ヨシヒロ。

## 略歴
1987年（昭和62年）の週刊少年ジャンプ37号掲載の「死神に乾杯!」でデビュー。また、同年にラポートの月刊誌・ファンロードが募集した「第1回ファンロード・コンテスト」において「逃げ水」で入賞。以降、ジャンプにおいては富沢 佑名義で読み切り作品を発表し、1990年（平成2年）4月にジャンプスーパーコミックスから「死神に乾杯!」を表題作とした単行本が発売。同年10月にはラポートコミックスから「マレリーズ・ターゲット」がYû名義で発売された。
その後は富田 安紀良として青年誌などにも活動の場を広げ、1996年（平成8年）からビジネスジャンプに連載されて全8巻で刊行された「ほっといてよ!ママ」は2000年から2002年にかけてTBSテレビの愛の劇場にて「ママまっしぐら!」のタイトルでドラマ化された。2006年以降、富田 安紀子名義も使用している。

## 作品一覧

### 著書
- 富沢 佑名義
  - 死神に乾杯!（1990年4月、集英社、ISBN 4420132108）
  - 元気印でいこう!!（1993年、集英社、ISBN 4088710398）
- Yû名義
  - マレリーズ・ターゲット（1990年10月、ラポート）
- 富田 安紀良名義
  - とりぷる・トラブル（1994年8月、スコラ、ISBN 978-4796242776
  - ほっといてよ!ママ（1996年 - 1999年、集英社、全8巻）
  - 望'sらいふ（1997年8月、白泉社、ISBN 978-4592137894）
  - お手てつないで (1997年11月、白泉社、ISBN 978-4592137900)[注 1]
  - LoveSick 僕は貴方の家来（電子版：2014年7月、青林堂ビジュアル）
  - NIGHT BLOOD（2001年11月 - 2004年5月、講談社、全6巻）
  - ANOTHER NIGHT BLOOD（電子版：2014年9月、青林堂ビジュアル）
- 富田 安紀子名義
  - Re:Life（2007年8月 - 2008年10月、少年画報社、全3巻）
  - 極王（画担当、作：やざま優作、2009年10月、少年画報社、ISBN 978-4785932459）
  - 白狗／黒猫（2010年8月、少年画報社、ISBN 978-4785934583）
  - 日之丸街宣女子 vol.1（2015年5月、青林堂、ISBN 978-4792605216）
  - 新マンガ日本史 2011年 6/26号（朝日新聞出版）
  - 週刊 マンガ世界の偉人 2012年 12/23号（朝日新聞出版）
  - 日本が好きでなぜ悪い!　―拝啓、『日之丸街宣女子』から思いを込めて―（2015年12月 ワニブックスPLUS新書 ISBN 978-4847065675）

### 小説
- LoveSick 僕は貴方の家来 永遠の束縛（著者：A/T、挿絵：富田安紀良、2003年9月、オークラ出版、ISBN 4775502077）